# Estadi Nou Mestalla
El Nou Mestalla és un estadi de futbol en construcció a la ciutat de València. Serà el futur estadi del València CF, que substituirà l'antic Mestalla.
Les obres començaren l'agost de 2007 i en un principi estava previst que acabaren l'estiu de 2009. A causa de problemes de liquiditat les obres es van aturar durant més d'una dècada. Finalment, l'abril de 2022 es va anunciar que a finals d'any es reprendrien les obres i l'estadi estaria acabat pel 2024, sempre que les administracions donin els permisos pertinents.
Està situat a l'Avinguda de les Corts Valencianes, al barri de Benicalap de la ciutat de València. La principal característica és que les façanes i la coberta es basen en un mapa de la ciutat, representant el riu Túria i els districtes de la ciutat. El nom oficial serà Nou Mestalla.

## Dades de l'estadi
- Capacitat per a 70.044 espectadors
- 24 escales principals
- 22 ascensors
- 8 escales mecàniques
- 132 llotges privades
- Tribuna per a 1.500 espectadors
- Llotja d'honor per a 150 persones
- Restaurant de 3.000 m² amb vistes al camp.

## Construcció
L'UTE FCC i el Grupo Bertolín començaren les obres del futur Mestalla l'1 d'agost de 2007. Unes obres que, en principi, la previsió era que s'allargaren fins setembre de 2009. Un cop enllestit, començarien les obres de demolició de l'actual Mestalla.
Durant la construcció, el dia 26 de maig de 2008, mentre es duien a terme feines de muntatge de l'estructura metàl·lica, van morir 4 treballadors per desplom de l'estructura de subjecció del mur d'una de les 10 torres principals, i van caure així 12 metres al buit tres obrers que estaven instal·lant l'estructura, i un quart, que es trobava al pis baix de la torre.
Després d'alentir les obres, el 25 de febrer de 2009 les obres es van aturar per falta de liquiditat. 12 de desembre de 2011 el club va anunciar un acord amb Bankia per reprendre les obres, que haurien d'acabar en un termini de dos anys, però aquest acord mai es va implementar.